# Oxyrhynchus logia
De Oxyrhynchus logia (geclassificeerd onder de naam Oxyrhynchus Papyrus 1) zijn niet-canonieke uitspraken (logia) op naam van Jezus op een papyrusfragment die op 12 januari 1897 zijn gevonden door het Britse archeologenduo Bernard Pyne Grenfell en Arthur Surridge Hunt in het Egyptische Oxyrhynchus. Grenfell en Hunt gaven het papyrusfragment de naam Uitspraken van Jezus, maar het is beter bekend geworden onder de naam Oxyrhynchus logia. De heren dateerden het papyrusfragment op ca. 150-200 n.Chr. De originele grote van het papyrusvel zijn 140-148 bij 90-95 mm.
Pas in 1945 werd bekend dat het hier (grotendeels) gaat om het oudste fragment van het Evangelie van Thomas, toen in Nag Hammadi de complete tekst van het Thomas-evangelie werd gevonden (in een Koptische vertaling). Beide kanten van de papyrus zijn beschreven: de verso-zijde bevat drie logia, de recto-zijde vijf. Logia I, II en III corresponderen met logia 26 t/m 28 en logia IV t/m VIII met logia 29 t/m 33 van het Evangelie van Thomas. Logion IV kon pas gereconstrueerd worden aan de hand van logion 29 van het Thomas-evangelie.
De Oxyrhynchus logia bevatten ook nomina sacra: ΙΣ, ΘΥ, ΠΡΑ, ΑΝΩΝ.
P.Oxy. 1 wordt bewaard in de Bodleian Library, Oxford.